# Abraham Lincoln meggyilkolása

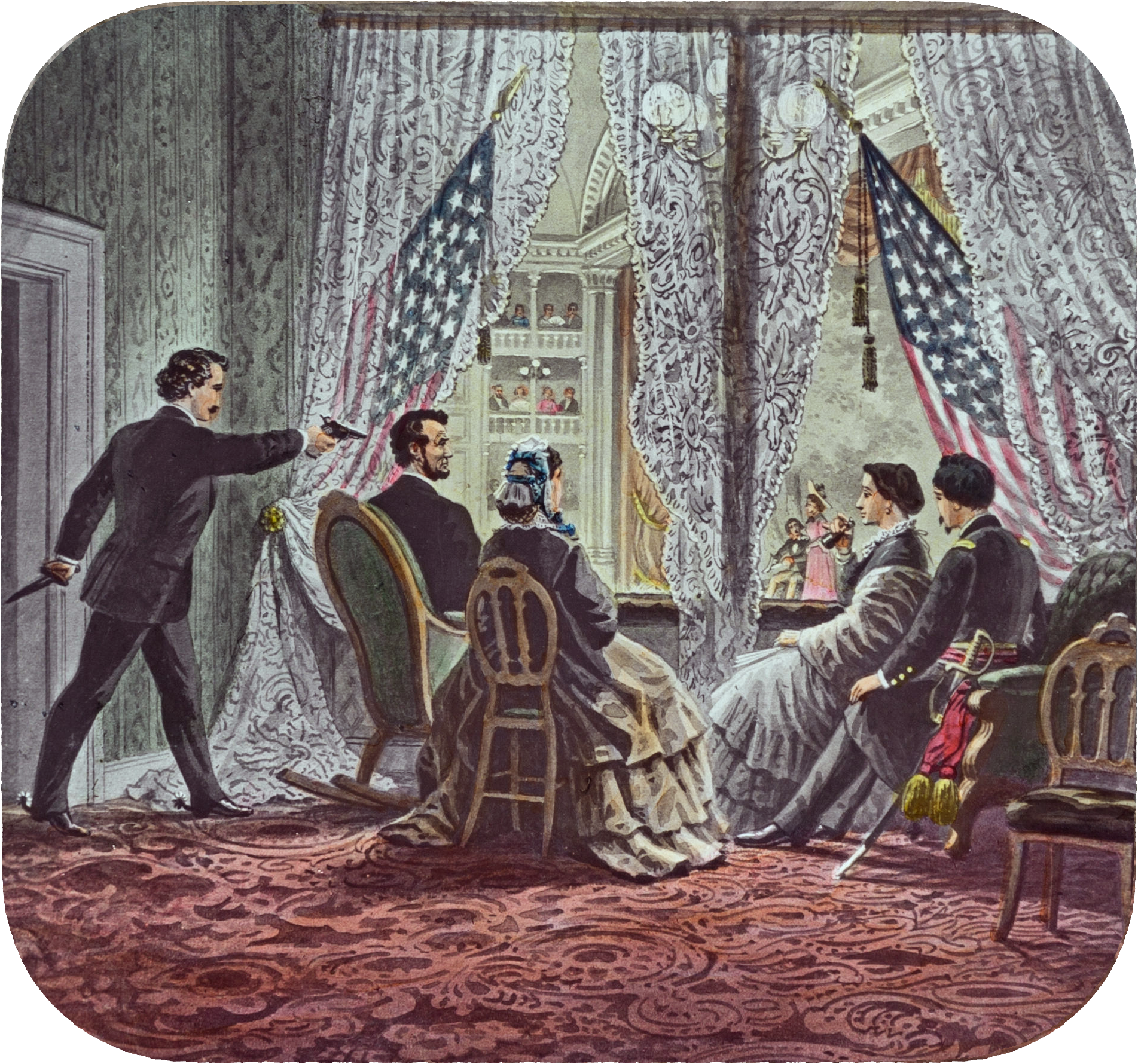
A gyilkosság ábrázolása

Abraham Lincoln, az Amerikai Egyesült Államok tizenhatodik elnöke volt az első amerikai elnök, akit hivatali ideje alatt öltek meg. A merényletre 1865. április 14-én este 10 és 11 óra között került sor Washingtonban, a Ford Színházban. Lincoln a feleségével és több más személlyel együtt nézte A mi amerikai kuzinunk című színdarabot az elnöki páholyban, amikor John Wilkes Booth, egy ismert színész belépett a páholyba és fejbe lőtte az elnököt. Bár többen próbálták megállítani az elkövetőt, annak mégis sikerült elmenekülnie a színházból. Lincolnt átvitték a színházzal szembeni Petersen-házba, ott halt meg másnap reggel 7:22-kor, miután az orvosok megállapították, hogy a sebesülésből nem gyógyulhat fel. Boothnak bűntársai is voltak, és egy kiterjedt összeesküvést szőtt: a külügyminiszternek, William H. Sewardnak és az alelnöknek, Andrew Johnsonnak is meg kellett volna halnia, de ők megmenekültek: Sewardot az egyik összeesküvő, Lewis Paine csak megsebesíteni tudta az otthonában, Johnson alelnököt pedig nem is érte támadás, mivel a végrehajtással megbízott összeesküvő, George Atzerodt meghátrált a rá váró munkától. Booth előbb Maryland, majd Virginia államba menekült, és tizenkét nappal a merénylet után, április 26-án szorították sarokba üldözői egy farmon, ahol egy katona megsebesítette, és két órával később meghalt. A későbbiekben nyolc személyt állítottak bíróság elé az összeesküvéssel kapcsolatban, és négy halálos ítélet született, ezeket Washingtonban hajtották végre kötél által.
Az esemény sokkolta az Egyesült Államok közvéleményét és szinte az egész akkori világot. Pár nappal a merénylet előtt, április 9-én tette le a fegyvert Robert E. Lee konföderációs tábornok, ezzel a polgárháború a keleti hadszíntéren véget ért. Lincoln ennek hallatán a háború utáni rendezést kezdte tervezni, és nagylelkűen oldotta volna meg ezt, de váratlan halála megakadályozta a kivitelezésben.

## Előzmények

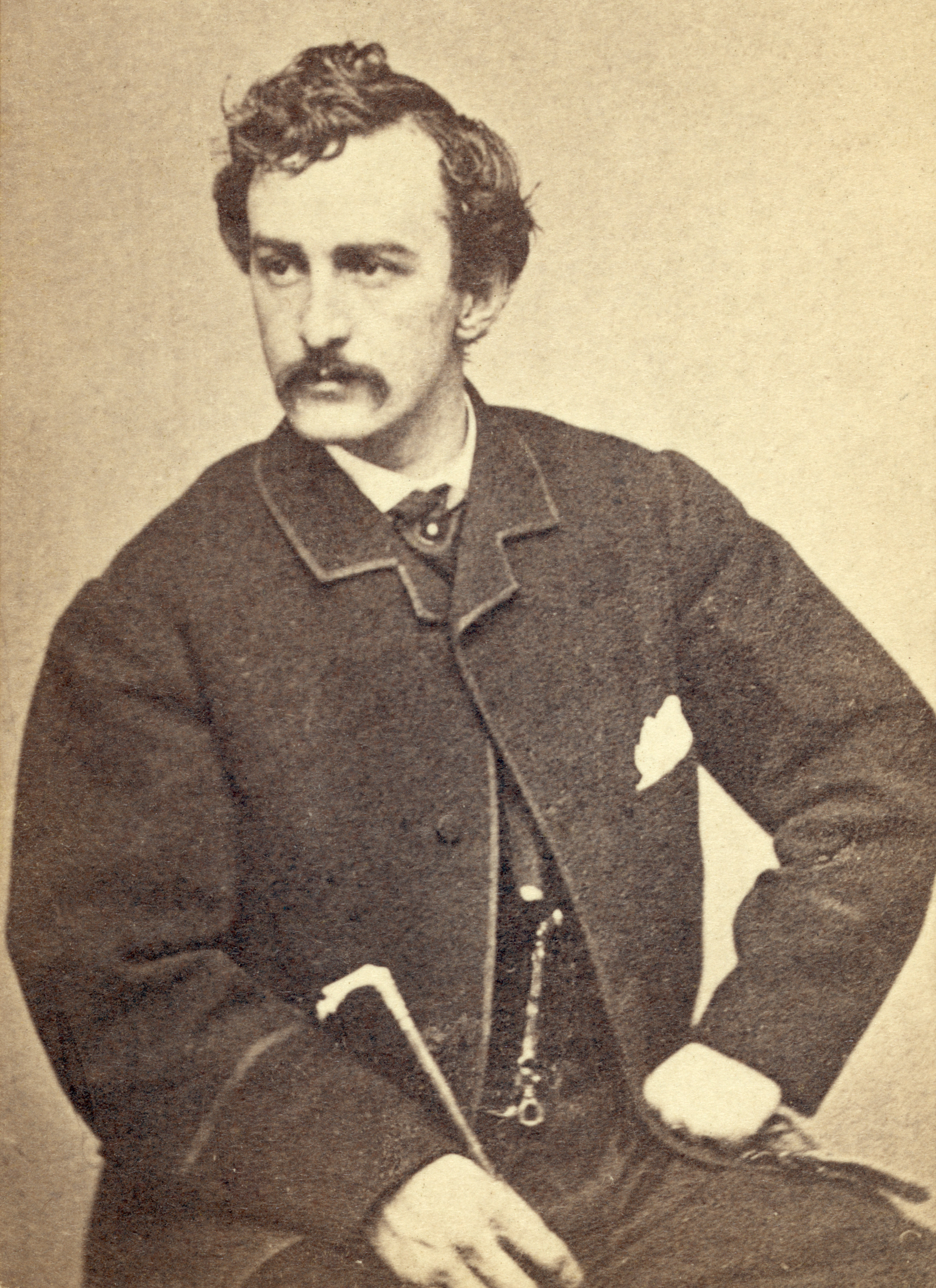
John Wilkes Booth

Az elkövető, John Wilkes Booth a maga idejében egy ismert színészdinasztia sarja volt, mai kifejezéssel élve celebnek számított. Apja, Junius Brutus Booth volt a legkiválóbb Shakespeare-színész Amerikában, de egyszersmind néha őrültségi periódusai is voltak, és iszákosnak számított. A mentális problémák az egész családot jellemezték. John nem volt túl tehetséges színész, inkább a színpadi mozgásával és nőügyeivel tűnt ki, sármos férfi volt, a nők kedvence. Kényeztették a nők, szerette mindenáron megszerezni, amit akart, és ez nem tett jót a jellemének.
Booth a Konföderáció lelkes hívének számított, kiállt a déli államok függetlenségéért és szerinte Lincoln elnöksége ezt a függetlenséget veszélyeztette. Sokszor adott hangot az elnök iránti ellenszenvének akár unionista érzelmű emberek előtt is, akik persze igyekeztek belefojtani a szót. 1859-ben a "richmondi szürkék", egy önkéntes katonai alakulat hadnagya volt, akik felügyelték John Brown, a szélsőséges abolicionista vezér kivégzését. Booth megvetette azt, amiben Brown hitt, de csodálattal töltötte el az öregember halálmegvető bátorsága.
A polgárháború kezdetén Északra költözött és vándorszínész társulatokban játszott. Fellépett Washingtonban is, két színházat, a Grovert meg a Fordot úgy ismerte, mint a tenyerét. A háború előrehaladtával egyre kevesebb felkérést kapott, ekkor határozta el, hogy nagyot fog alkotni: megmenti a Délt. Ezt úgy képzelte el, hogy segítőivel elrabolja Lincoln elnököt, és csak a lehető legtöbb déli hadifogolyért cserébe lesz hajlandó elengedni őt. 1864-ben sikerült két embert, két egykori konföderációs katonát megnyernie az ügynek, Samuel Arnoldot és Michael O'Laughlint, akik Booth hajdani iskolatársai voltak. George Atzerodtot, a német származású kocsikészítőt Booth sok pénz ígéretével hívta Washingtonba. Lewis Paine, alias Lewis Powell a konföderációs hadseregből dezertált 1865 januárjában, Booth Baltimore utcáin találkozott vele, ahol pénztelenül csavargott. David Herold drogistasegéd is állás nélkül tengődött, amikor a színész bevette a bandába. Washingtonban, egy panzióban laktak, a tulajdonosnő, Mary Surratt egy konföderációs titkos ügynök özvegye volt, fia, John Surratt pedig szintén a banda tagja lett. John Surratt is verbuvált egy tagot, Louis Weichmannt, de ő nem igazán lelkesedett Boothért mint vezérért. A többiek viszont úgy tekintettek Boothra, mint egy igazi vezérre.
1865 áprilisára már csak Paine, Atzerodt, és Herold volt Booth mellett. Amikor Lee tábornok megadásának híre Booth tudomására jutott, módosította a tervet: most már nem elrabolni, hanem megölni akarta az elnököt. Reménykedett, hogy utána Észak káoszba fog süllyedni és a Konföderáció többi serege még kivívhatja a győzelmet (amikor Lee letette a fegyvert, ez nem jelentette azt, hogy a többi hadszíntéren harcoló déli sereg is megteszi ugyanezt).

## A merénylet napja

### Az elnöki napirend
1865. április 14-én, mint szinte mindig, Lincoln elnöknek zsúfolt napja volt. Reggeli után fogadóórákat tartott, utána kabinetülés következett, az ülés után ebéd, majd ismét látogatókat fogadott, délután pihenésképpen egy kis kocsikázás következett, egész nap többször átment a hadügyminisztériumba a legfrissebb hírekért, majd a nap zárásaként Lincoln felesége színházba akart menni. Az elnöknek nem volt nagy kedve ehhez az utolsó programponthoz, csak a felesége kedvéért egyezett bele. Előtte még fogadta George Ashmunt, Massachusetts állam egyik kongresszusi képviselőjét, aki egyik barátja érdekében járt el; az illető személy gyapotot adott el a kormánynak és még nem kapta meg az összes járandóságát, Lincoln megbeszélte Ashmunnal, hogy másnap fogadja őt a barátjával együtt és megbeszélik a kérdést. Szintén másnapra halasztotta Sir Frederick Bruce, az új brit nagykövet fogadását. Ezenkívül, egész nap jöttek a látogatók, hogy gratuláljanak az elnöknek a győzelemért, ez is alaposan kimerítette.
Mrs. Lincoln a Ford Színházban bemutatott A mi amerikai kuzinunk című színdarabot akarta megnézni. Férje megkérte őt, hogy hívja meg az előadásra Ulysses S. Grant vezénylő tábornokot és feleségét is. Granték először elfogadták a meghívást, később azonban visszakoztak. Ennek oka nagy valószínűséggel az a kínos affér volt, amikor is Lincoln és felesége márciusban látogatást tettek a fronton a Virginia állambeli City Point-ban, és a csapatok szemléjén Mrs. Lincoln gyalázni kezdte az egyik tábornokot, annak feleségét, majd Grant feleségét is. Grant ráadásul nem szerette a társasági életet a szerény társadalmi hátteréből adódóan, ezért sem esett nehezére visszautasítani a meghívást. Vonatra szállt és Philadelphia felé indult.
Lincolnékat egy katonatiszt, Henry R. Rathbone őrnagy és menyasszonya kísérte el a színházba. Négy rendőr volt kijelölve az elnök állandó őrzésére, ezek közül a merénylet estéjén John F. Parker volt szolgálatban - később kiderült, hogy éppen az ő szolgálati múltjával vannak gondok. Hajlamos volt a züllésre, előfordult, hogy szolgálata ellátása helyett bordélyházakban tivornyázott. Nem tisztázott, hogy aznap estére a washingtoni rendőrfőnök miért éppen őt osztotta be a Fehér Házhoz. Mármint az világos, hogy Lincoln felesége kérte ezt, de a rendőrfőnök nem próbálta felülbírálni a döntést, pedig ismerhette beosztottja nem teljesen megbízható természetét. Nem tudjuk, miért nem tett semmit ez ügyben.

### Booth előkészületei
A nap folyamán Booth is elvégezte a teendőit. Lyukat fúrt az elnöki páholy ajtajára, hogy szemmel tarthassa a páholyt, és a páholyhoz vezető keskeny folyosó falába is mélyedést vert a nézőtéri erkélyre szolgáló ajtó mellett, ahova könnyedén beilleszthetett egy vasrudat,  hogy senki ne jöhessen be a kis folyosóra a nézőtér felől. Mindez nagyon is feltűnő lett volna, ha történetesen nem Parker közrendőr, hanem valaki más őrzi aznap az elnököt. Booth napközben látta, ahogy a színpadi munkások az elnöki páholyon dolgoznak, és az egyik ácsot, Edmund Spanglert meghívta egy italra. Amikor este fél tíz körül már a merénylet miatt jelent meg a színházban, Spanglert kérte meg, hogy ügyeljen a bérelt lovára, de Spangler másnak adta át a feladatot, mert a főnöke még dolgoztatni akarta.

### Parker közrendőr hanyagsága
Parker feladata az volt, hogy a páholyba vezető ajtó előtt őrködjön. Azonban súlyos kötelességszegést követett el: mivel a színpad felől jövő hangok felkeltették az érdeklődését, elhagyta a helyét és átment a nézőtér erkélyére, hogy a darabot nézhesse. Később ezt is elunta, és kiment a színházból, betért egy közeli kocsmába az elnök kocsisával és inasával együtt. Vagyis az elnök védelem nélkül maradt. Booth csak erre várt, és bement a páholyhoz vezető folyosóra, majd egy vasrúddal elreteszelte az ajtót. Ezután a páholy ajtajához ment és szemét a kifúrt lyukhoz illesztve várt a kedvező pillanatra.

### A gyilkosság

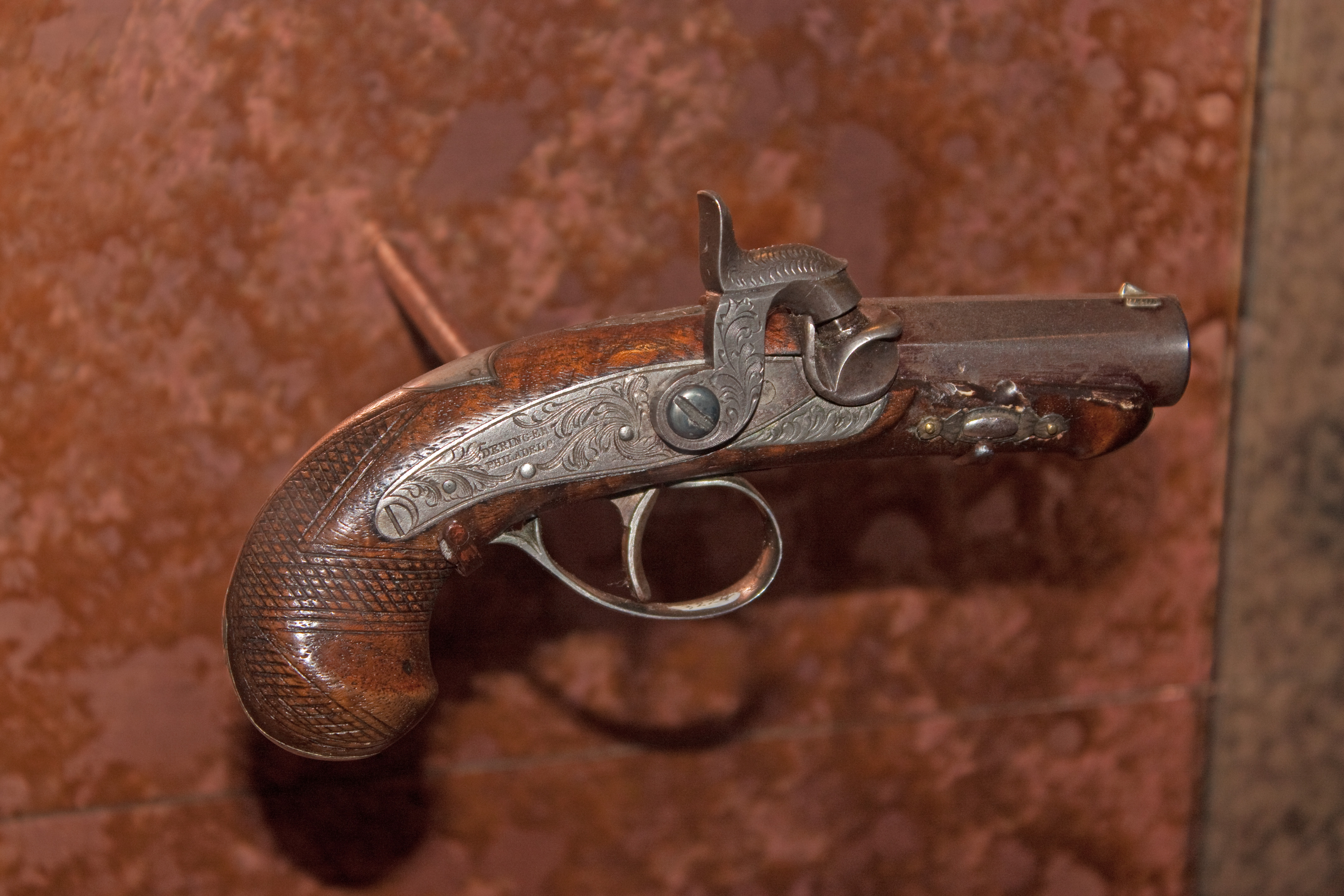
Booth fegyvere, amellyel lelőtte Lincolnt, egy Philadelphia Derringer

Már 22:30 körül járt az idő, amikor Booth úgy ítélte, hogy eljött az idő a cselekvésre, mert a közönség éppen egy jót nevetett a színpadi történésen, ami elnyomhatja a lövés zaját. Egyik kezébe tőrt fogott, másik kezébe egy Derringer pisztolyt és halkan belépett a páholyba. Egészen közel lépett az elnökhöz és hátulról fejbe lőtte. Rathbone őrnagy azonnal felugrott és a merénylőre akart támadni, de az ügyesebb volt és a tőrrel az őrnagy szívét vette célba, a szúrás azonban Rathbone jobb karját érte. Booth a páholy korlátjára ugrott fel, hogy a színpadra ugorhasson, de Rathbone nagy nehezen feltápászkodott, hogy visszarántsa. Booth feléje döfött, majd ugrani akart, de csizmája sarkantyúja beleakadt a páholyt díszítő zászlóba és kiszámított ugrás helyett csak egy esést tudott produkálni. Booth olyan szerencsétlenül esett a bal lábára, hogy az rögtön eltört. A színpadra ugorva elkiáltotta magát: "sic semper tyrannis" azaz "így jár minden zsarnok", ami Virginia állam jelmondata. Ezután kiviharzott a színpadról az utcára, ahol felpattant a lovára és elvágtatott.

### A sebesült elnök ellátása és haláltusája
Rathbone őrnagy a gyilkos távozása után segítségért kiáltott és megpróbálta kinyitni a nézőtéri erkély ajtaját. Miután mások segítségével ez sikerült (sebesült karját nem tudta jól használni), bejött a páholyba egy Charles A. Leale nevű fiatal katonaorvos, hogy megvizsgálja Lincolnt. Később még két katonaorvos csatlakozott hozzá, segítségükkel némileg stabilizálta az elnök állapotát, és megkönnyítették a légzését. Az orvosok úgy döntöttek, hogy a pácienst átszállítják egy közeli házba, hogy ott ágyba fektethessék.
A színházat addigra nagy zűrzavar közepette kiürítették. A tömegben az elnököt cipelő emberek számára alig tudtak utat vágni. Katonákat kellett bevetni, akik karddal, szuronyos puskával tartották távol a kíváncsi tömeget. Az elnököt a Tizedik utca 453-as szám alatti házba vitték be, a tulajdonos, William Petersen (más forrásokban Peterson) jelzett a katonáknak, hogy nyugodtan hozzák be az elnököt a házába. Itt az orvosok alaposabban megvizsgálták az elnököt, más sérülések után kutatva. Később megérkezett Leale feljebbvalója, Joseph K. Barnes tábornok, a hadsereg orvos-főparancsnoka, aki jelentést kért Leale-től, majd megpróbálta megállapítani a lövedék pontos helyzetét, de ez nem sikerült. Mindössze annyit tudtak csinálni, hogy a sebet időnként megtisztították a vérrögöktől. Az orvosok közölték mindenkivel a szomorú valóságot, hogy az elnöknek már csak pár órája van hátra az életéből, nem tudják meggyógyítani. Lincoln felesége eszét vesztette a fájdalomtól, később a fia, Robert Todd Lincoln próbálta vigasztalni. Többen eljöttek a Petersen-házba: szenátorok, kongresszusi képviselők, szinte az összes kormánytag.
Lincoln végül reggel hét óra után húsz perccel halt meg. Johnson alelnök még a reggel folyamán letette az elnöki esküt.

## Stanton intézkedései
Edwin M. Stanton hadügyminiszter is eljött a Petersen-házba, hogy láthassa az elnököt és tájékozódjon a körülményekről. Azonnal határozott cselekvésre szánta el magát, átvette az események irányítását. Magához hívatta a Columbia Kerület főügyészét, hogy kezdje meg a tanúk kihallgatását, ezzel együtt intézkedett a színház színészeinek és munkatársainak letartóztatásáról. Táviratban kérte Grant hadsereg-főparancsnokot, hogy térjen vissza Washingtonba, csapatokat rendelt a Petersen-ház őrzésére, értesítette Salmon P. Chase főbírót, hogy készüljön fel Johnson alelnök elnöki eskütételére, akit szintén értesített az eseményről. Megkezdte az összeesküvők utáni hajszát is, Booth fejére 50 000 dolláros, David Herold és John Surratt fejére egyenként 25 000 dolláros vérdíjat tűzött ki. Láthatóan Stanton volt az egyedüli ember aznap éjjel, aki nem esett pánikba és határozott cselekvésre volt képes.

## Az összeesküvés további szálai
Nagyjából Lincoln megsebesítésével egy időben Lewis Paine becsöngetett Seward külügyminiszter házába, aki már csaknem két hete az ágyat nyomta egy baleset folytán. Az ajtót nyitó komornyiknak Paine azt mondta, hogy gyógyszereket hozott a kezelőorvostól, amiket át kell adnia. A komornyik nem bízott meg teljesen az idegenben, aki a habozását látva, félrelökte és az emeletre szaladt. Ott szembetalálkozott a miniszter egyik fiával, Frederick Sewarddal, akit pisztollyal úgy fejbe vert, hogy az ifjú Seward koponyája betört és a fegyver is eltörött. Ketten együtt beestek a szobába, ott Paine mindenkit megsebesített, a miniszter lányát, ápolónőjét és egy katonát is, majd magát a minisztert vette célba. Súlyos sebeket ejtett késsel Seward arcán és nyakán, aki azonban élve megúszta a gyilkossági kísérletet, köszönhetően a törött arccsontját rögzítő acélkeretnek. Paine ezután amilyen gyorsan jött, olyan gyorsan el is tűnt.
Johnson alelnök megölésével George Atzerodtot bízta meg Booth. Atzerodt nem akarta végrehajtani a gyilkosságot, és ezt közölte Booth-szal is, mondván, ő csak emberrablásra hajlandó vállalkozni. Booth iszonyatos dühvel szidta Atzerodtot a gyávaságáért, aki végül elindult. De nem Johnson háza felé ment, hanem hazament gyalog a Virginia állambeli Port Tobaccóba. Előtte még Washingtonban zálogba csapta a revolverét, amit az alelnök ellen kellett volna használnia.
David Herold, a gyógyszerészsegéd feladata az volt, hogy Paine-t és Atzerodtot elvezesse a célszemélyek lakásaihoz, mivel washingtoni lakos lévén helyismerete volt.

## Az összeesküvők menekülése, későbbi sorsuk
Booth fél órával a merénylet után már átkelt az Anacostia folyón átvezető katonai hídon, ahol is az őrség kérdésére, hogy hová tart, azt válaszolta, hogy a közeli Charles nevű városkába. Annak ellenére, hogy civilek este 9 óra után már nem használhatták a hidat, az őrség továbbengedte a színészt. Alig egy óra múlva Herold is átment a hídon és összetalálkozott Booth-szal. Mindketten a Maryland állambeli Surratsville-be mentek, ahol is fegyvereket és ellátmányt vettek fel, amit Mary Surratt készített össze. (A település nevét később megváltoztatták a Surratt név összeesküvés miatti rossz hangzása miatt, előbb Robeysville, majd Clinton lett a neve, napjainkban is ez utóbbi használatos.) Ezután elmentek Samuel Mudd orvos házába, aki ellátta Booth törött lábát. Ott egy napot töltöttek, majd egy déli szimpatizáns bújtatta őket egy mocsárban napokig, azután átkeltek a Potomac folyón. Április 24-én érkeztek meg egy dohánytermesztő gazda, Richard Garrett farmjára, Virginia állam King George megyéjében. A farmer egy pajtában bújtatta az összeesküvőket, akiket szökött konföderációs katonáknak hitt. Április 26-án a farmhoz érkezett a 16. New York-i lovasezred egyik alakulata és követelték, hogy a két férfi adja meg magát. Herold eleget tett a felszólításnak, de Booth megszállottságában ellenállt. A katonák erre rágyújtották a pajtát, hogy kifüstöljék onnan, közben egy Boston Corbett nevű őrmester a pajta mögé osont és nyakon lőtte a színészt, akinek megsérült a gerince. Lebénulva hozták ki a pajtából, és két óra múlva meghalt a farmer házának tornácán. Heroldot természetesen őrizetbe vették.
Lewis Paine csak április 17-én talált oda Mary Surratt házához, mivel nem volt mellette Herold, aki segíthetett volna a tájékozódásban. Ott már katonák várták őt, akiknek azt mondta, hogy a háziasszony árokásásra fogadta fel őt, amit Mrs. Surratt tagadott, sőt azt is tagadta, hogy ismerné Paine-t. Mind a kettejüket letartóztatták.
Atzerodt a Maryland állambeli Germantownban, az unokatestvére farmján bújkált, de április 20-án elfogták.
Mindenkit letartóztattak, akinek a legjelentéktelenebb kapcsolata is volt az összeesküvőkkel, vagy akikről ezt feltételezték: Edmund Spanglert, a színházi munkást, a színház tulajdonosát, John T. Fordot, Samuel Mudd orvost, aki Booth lábtörését kezelte, Booth fivérét, Junius Brutus Booth Jr.-t, a Boothnak lovat bérlő James Pumphreyt, Samuel Cox és Thomas A. Jones marylandi lakosokat, akik átvitték a merénylőket a Potomac folyón, John M. Lloydot, aki a fegyvereket átadta Boothnak és Heroldnak a merénylet után, bilincs kattant Samuel Arnold és Michael O'Laughlin, valamint Louis Weichmann csuklóján is. Egyedül John Surrattot nem tudták elfogni sokáig, aki előbb Kanadába, onnan Angliába, végül a Pápai államba menekült. A pápai hatóságok letartóztatták, mert egy barátja felismerte őt és értesítette az amerikai követséget, de megszökött. Végül Egyiptomban fogták el 1866 novemberében és az Egyesült Államokba vitték.

### Tárgyalás, ítélet

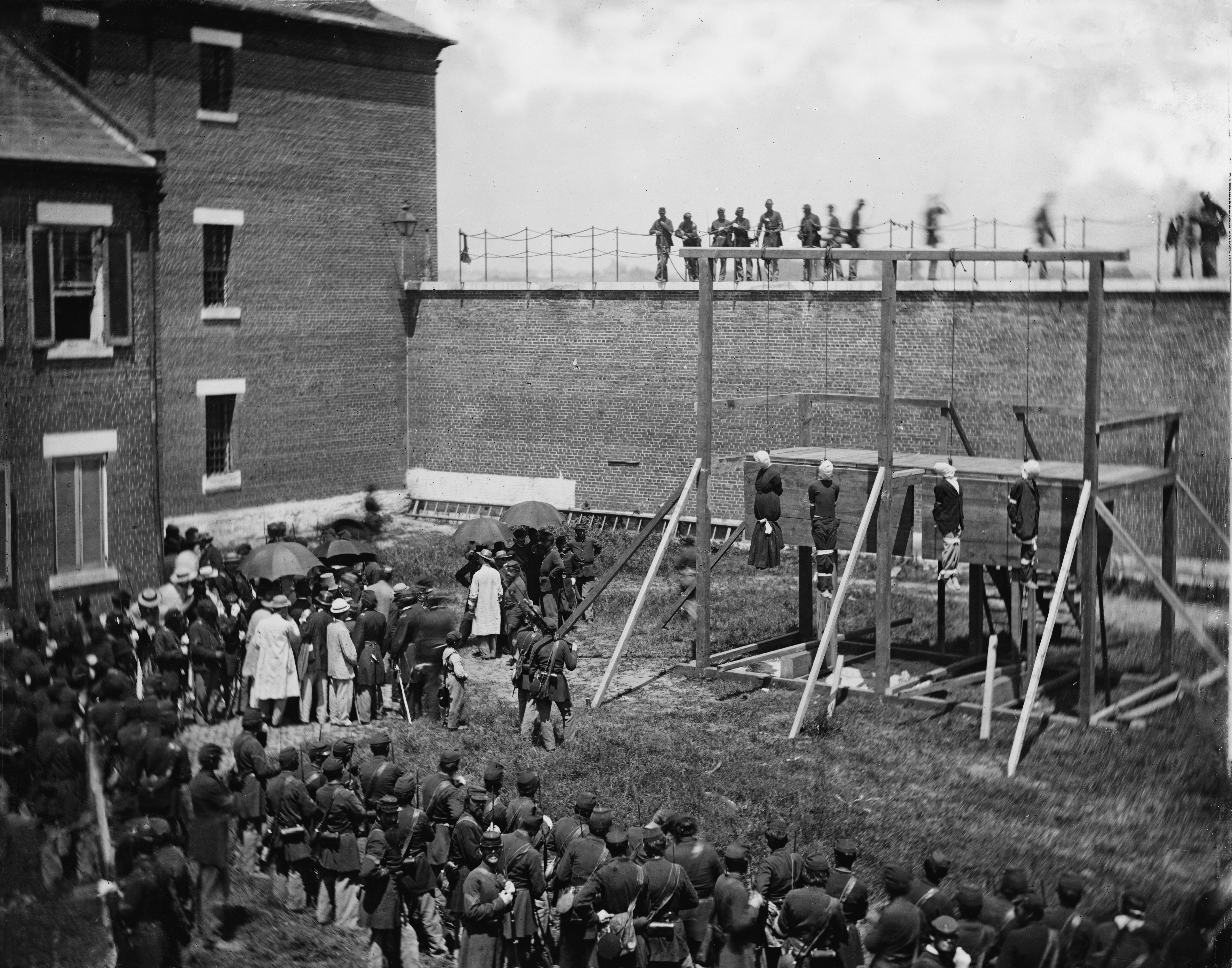
Mary Surratt, Lewis Paine, David Herold és George Atzerodt kivégzése 1865. július 7-én

Nyolcan kerültek végül a vádlottak padjára: Paine, Atzerodt, Herold, Mudd, Surratt, O'Laughlin, Arnold, Spangler. Ügyüket katonai bíróság tárgyalta, ez ellen kifogást emelt Edward Bates korábbi igazságügyi miniszter és Gideon Welles haditengerészeti miniszter, de James Speed igazságügyi miniszter nem tágított. 366 tanút hallgattak meg a héthetes tárgyalás folyamán. Június 30-án a bíróság meghozta az ítéletet, valamennyi vádlottat bűnösnek találták. Paine-t, Surrattot, Heroldot, Atzerodtot kötél általi halálra ítélték, Arnold, Mudd, O'Laughlin életfogytig tartó szabadságvesztést kapott, Spanglert hat év börtönbüntetésre ítélték. A halálos ítéleteket a régi arzenál udvarán (ma McNair-erőd) hajtották végre egy héttel később. A szabadságvesztésre ítélteket a Florida partjainál fekvő Dry Tortugas szigetcsoporton épült Jefferson-erődbe szállították. Mary Surratt részére kegyelmet kértek a nemére való tekintettel, de Johnson elnök nem volt hajlandó ezt figyelembe venni, az ítéletet végrehajtották. Mudd, Arnold és Spangler elítélteknek Johnson 1869-ben megkegyelmezett, O'Laughlin azonban a börtönben halt meg sárgalázban 1867-ben. John Surrattot 1867-ben állították bíróság elé, de nem találtak bizonyítékot a bűnösségére és felmentették.
Mary Surratt lett az első nő az Egyesült Államok történetében, akit a szövetségi kormányzat bírósági ítélet alapján kivégeztetett.

## A merénylet után
Lincoln felesége úgy rendelkezett, hogy férje holttestét az Illinois állambeli Springfieldben, az Oak Ridge temetőben helyezzék örök nyugalomra. Azért Springfieldre esett a választás, mert a Lincoln család ott élt, mielőtt Abrahamet elnökké választották volna. Kiállítottak egy különvonatot, amely az elnök koporsóját vitte, az útvonal megegyezett Lincoln washingtoni útjának vonalával, mikor első megválasztásakor a beiktatásra utazott, csak éppen visszafelé. A vonat minden megállóhelyén ezrek rótták le kegyeletüket. A későbbiekben a család több más tagja is helyet kapott a családi sírboltban: ide helyezték át a házaspár négy fiából háromnak a hamvait (Edward Baker, William Wallace, Thomas "Tad"), és ide temették később Mrs. Lincolnt is. A legidősebb fiú, Robert Todd Lincoln hamvai nem itt, hanem az Arlingtoni Nemzeti Temetőben nyugszanak (Arlington, Virginia).
A későbbiekben többen úgy gondolták, hogy a gyilkosság a déli kormány felbujtására történt, azaz Booth nem függetlenül, egyéni gyűlöletből cselekedett. Ennek a feltételezésnek ellentmond, hogy Jefferson Davis, a Konföderáció elnöke is sajnálkozását fejezte ki a merénylet kapcsán, mivel szerinte így a déliek nem remélhetnek könnyű békét.
Évtizedekkel később Stanton hadügyminiszter neve is felvetődött a lehetséges felbujtók között, ezt az álláspontot egy osztrák származású laikus történész, Otto Eisenschiml képviselte. 1937-ben jelentette meg Why was Lincoln Murdered? (Miért ölték meg Lincolnt?) című könyvét, amelyben kifejtette, hogy Stantonnak érdekében állt volna, hogy Lincoln kidőljön a sorból, hogy azután saját elképzelései szerint vigye tovább a háborút. Stanton valóban állhatatlan modorú ember volt, sokszor ütközött a véleménye az elnökével, de Lincoln végig kiállt mellette teljes mellszélességgel és minden támogatást megadott neki a tevékenységéhez, mivel jó emberismerete folytán rájött, hogy Stantonnak erre van szüksége. Ez főleg akkor igaz, ha Stanton tevékenységét összehasonlítjuk a Lincoln-kormány első hadügyminisztere, Simon Cameron ténykedésével, aki hanyagul látta el a miniszteri feladatokat, és korrupcióra is hajlamos volt. Eisenschiml sose tudta szilárd bizonyítékokkal alátámasztani az elméletét, így ennek valószínűsége csekély.
John Jakes 2000-ben megjelent fikciós történelmi regényében, a Titkos küldetésben a konföderációs kormány titkosügynökei is segítenek Boothnak a merénylet végrehajtásában. A merénylet utáni események, a regénybeli szerelmespár sorsát leszámítva, már a valós tényeken alapulnak.